# Akure
Akure est une ville de l'État d'Ondo, au Nigeria.

## Personnalités liées à la ville
- Abisoye Ajayi-Akinfolarin, entrepreneure sociale nigériane défenseure des femmes et des filles